# Carabus cribratus
Carabus cribratus es una especie de insecto adéfago del género Carabus, familia Carabidae. Fue descrita científicamente por Quensel in Schönherr en 1806.
Habita en Armenia, Georgia, Rusia y Turquía.